# Kapljišče
Kapljišče – wieś w Słowenii, w gminie Metlika. W 2018 roku liczyła 33 mieszkańców.